# Hiëro I van Syracuse
Hiëro(n) I (Grieks Hiëroon) was tiran van Gela en van Syracuse.
Hiëro volgde zijn broer Gelo op, in 485 v.Chr. te Gela en in 478 te Syracuse. Hij breidde zijn invloed uit tot Zuid-Italië, waar hij na een grote overwinning ter zee (474 v.Chr.) de stad Cumae bevrijdde van de bedreiging der Etrusken, en daardoor een eind maakte aan de Etruskische zeemacht. Naar aanleiding van deze zege offerde hij in Olympia als wijgeschenk een helm met inscriptie.
Hiëro I dreigde zijn schoonvader af, Anaxilas, de tiran van Regium en Messina die heerste over de Straat van Messina. Anaxilas had immers concrete plannen om een veldtocht tegen hem te houden. Dankzij de dreigementen door Hiëro I kwam het zo ver niet. 
Onder zijn beleid kende Syracuse een  bloeiende welvaart. Hij hield er een schitterende hofhouding op na, en nodigde de grootste kunstenaars, filosofen en dichters uit aan zijn hof: onder meer Pindarus, Xenophanes, Bacchylides, Simonides en Aeschylus hebben er verbleven. Pindarus bezong zijn overwinningen in de paardenrennen op de Olympische Spelen in 476 v.Chr.. Hiëro I overleed in 466 v.Chr. Na zijn dood werd in Syracuse de democratie ingevoerd.